# Hemithea tritonaria
Hemithea tritonaria är en fjärilsart som beskrevs av Walker 1863. Hemithea tritonaria ingår i släktet Hemithea och familjen mätare. Inga underarter finns listade i Catalogue of Life.

## Bildgalleri

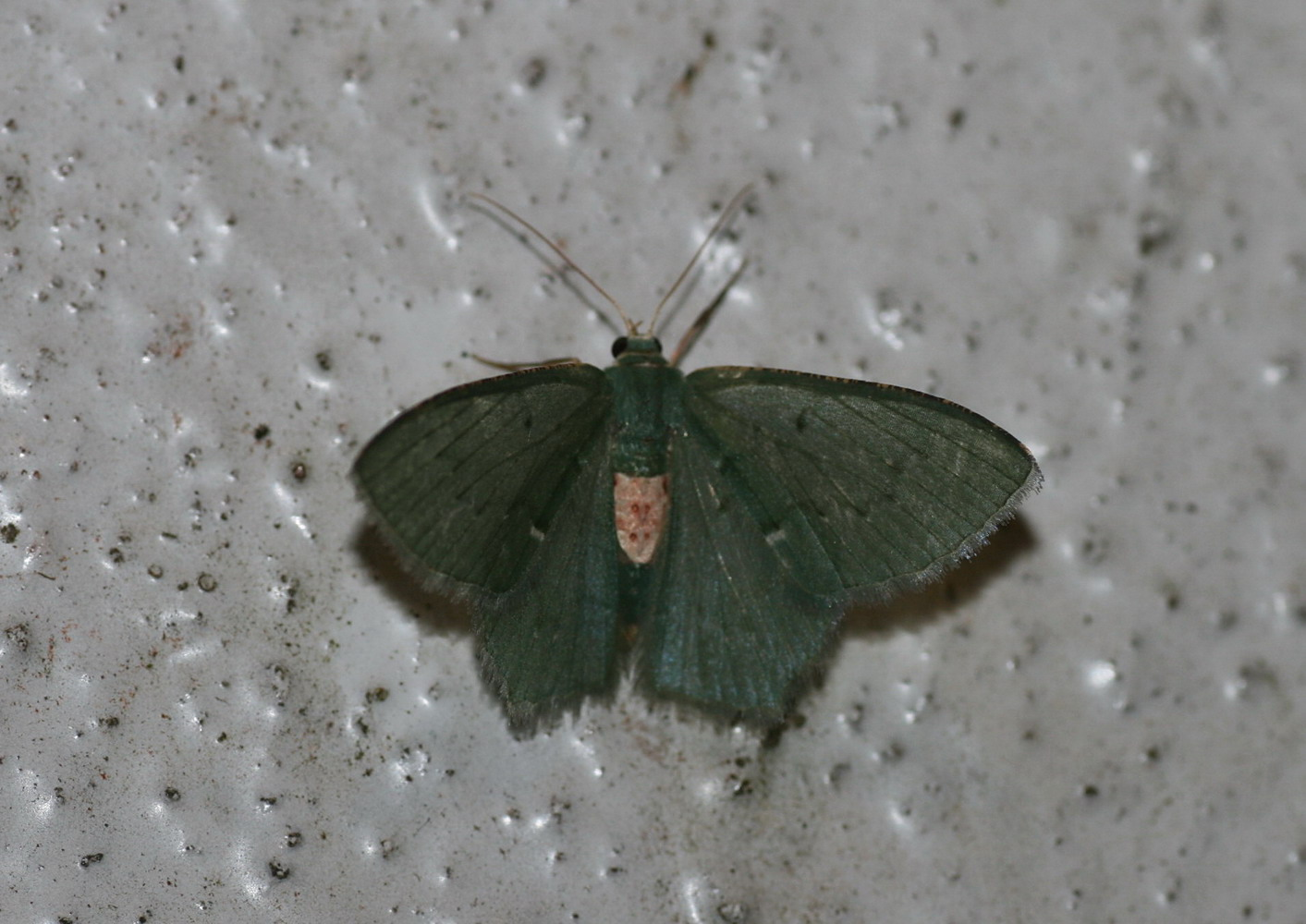